# Tila, Chiapas
Tila är en ort i Mexiko.   Den ligger i kommunen Tila och delstaten Chiapas, i den sydöstra delen av landet, 700 km öster om huvudstaden Mexico City. Tila ligger 1 035 meter över havet och antalet invånare är 6 089.
Terrängen runt Tila är kuperad åt sydost, men åt nordväst är den bergig. Runt Tila är det ganska tätbefolkat, med 65 invånare per kvadratkilometer. Närmaste större samhälle är Yajalón, 17,3 km sydost om Tila. I omgivningarna runt Tila växer i huvudsak städsegrön lövskog.